# دبی آرمسترانگ
دبی آرمسترانگ (انگلیسی: Debbie Armstrong؛ زادهٔ ۶ دسامبر ۱۹۶۳) اسکی‌باز آلپاین اهل ایالات متحده آمریکا بود.